# Castelo de Nyköping
O Castelo de Nyköping ou Nicopinga (em sueco: Nyköpingshus ou Nyköpings slott) localiza-se na cidade de Nyköping, na Suécia.

## História
Remonta, possivelmente, a um torreão fortificado (kastal) do século XII, sobre o qual esta fortificação foi iniciada no tempo de Birger Jarl (século XIII). Concluído na época de Magno III durante o século XIII, ficou conhecido por ter sido palco do Banquete de Nyköping (Nyköpings gästabud), em 1317. Mais tarde, no século XVI foi objeto de transformações, adquirindo um carácter do tipo renascença. Em 1655 foi consumido por um incêndio, tendo permanecido em ruínas até aos nossos dias.
O Museu da Sörmland conserva uma exposição no Torreão Real, apesar de o próprio museu ter sido transferido do local para o porto ocidental da cidade em 2018.

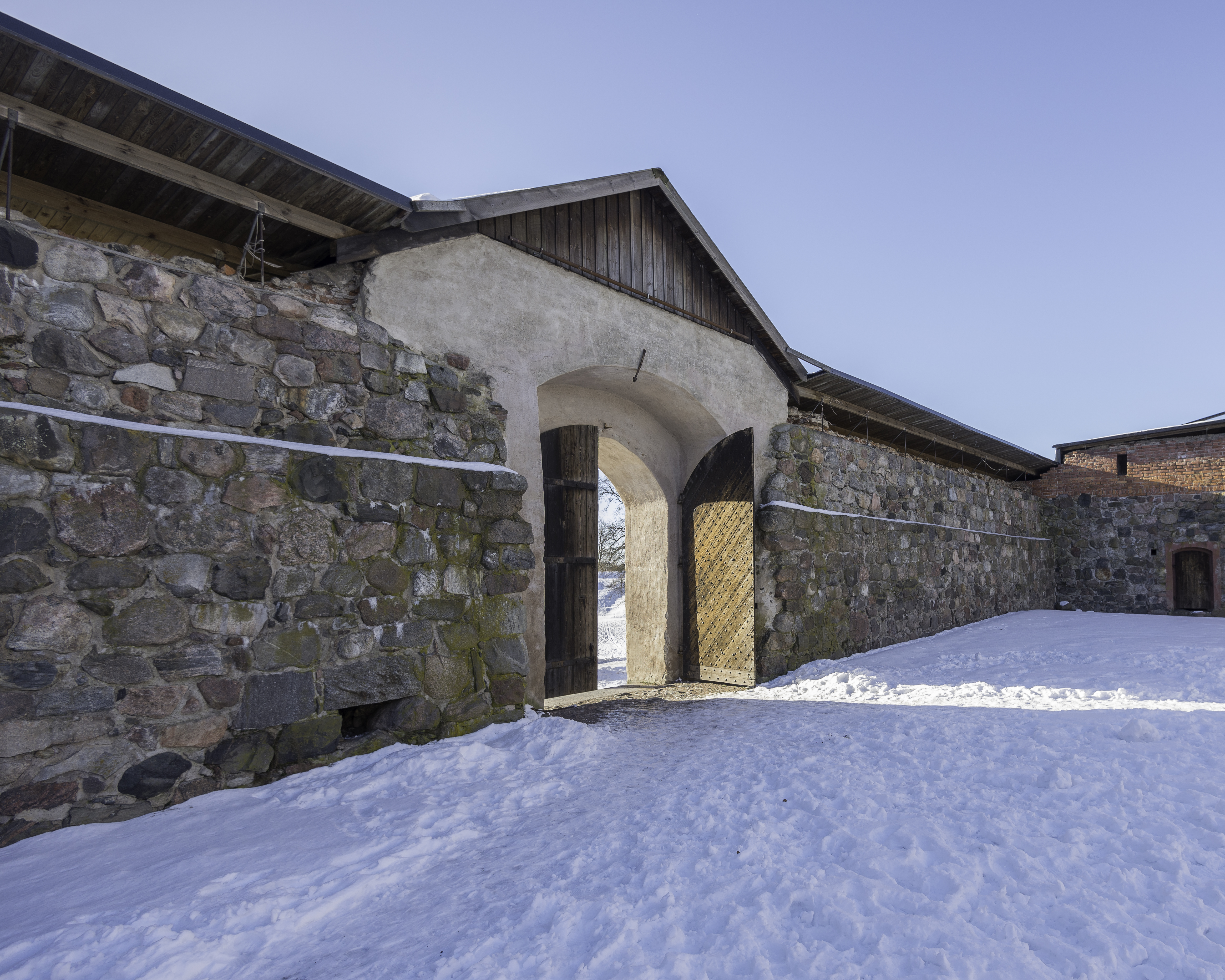
Entrada para o pátio do castelo
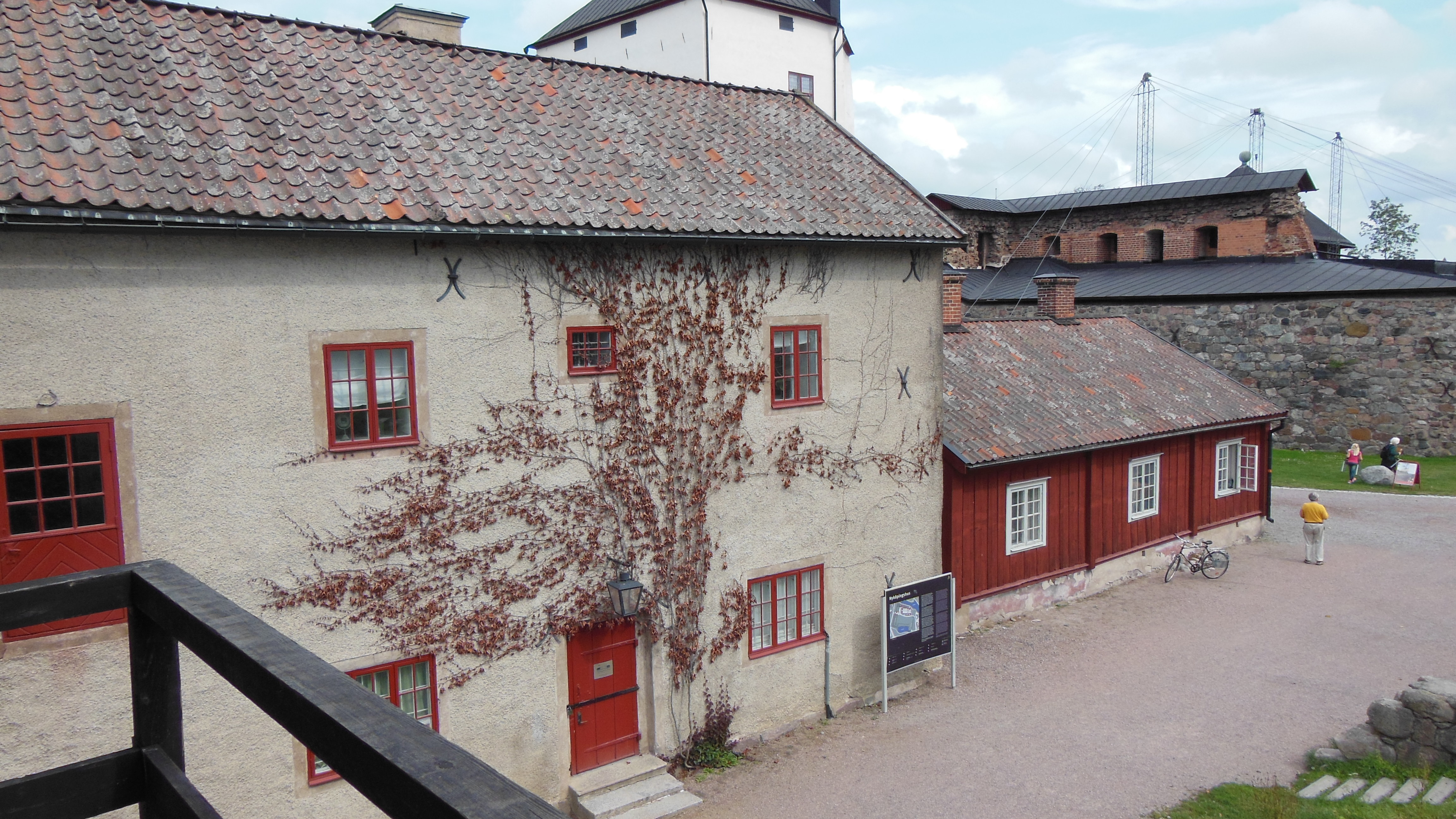
Interior do castelo